# Джон Фіцджеральд Кеннеді-молодший
Джон Фіцджеральд Кеннеді-молодший (англ. John Fitzgerald Kennedy, Jr; 25 листопада 1960, Вашингтон — 16 липня 1999, Атлантичний океан, біля берега Мартас-Він'ярд, Массачусетс) — американський журналіст і адвокат, третя дитина і перший син 35-го президента США Джона Кеннеді і Жаклін Кеннеді. В американській пресі його також називали Джон молодший (англ. John Jr), Джон-Джон (англ. John-John), або JFK Jr, чи Син Америки (англ. America's Son), оскільки був одним з небагатьох президентських дітей, які в настільки ранньому віці опинилися і виховувалися в Білому домі фактично на очах у всієї країни.